# César Tabares
César Tabares  (Pereira, 12 de mayo de 1969) es un entrenador de fútbol de Colombia. Ha sido asistente técnico de Édgar Ospina, Luis Suárez, Pedro Sarmiento y Oscar Quintabani. También fue técnico de Inti Gas en el año 2013, saliendo a mitad de temporada. A partir de 2015 firmó por el Sport Loreto de la Primera División del Perú, el cual ascendió de la Copa Perú.

## Clubes

### Como entrenador
| Club         | País | Año  |
| ------------ | ---- | ---- |
| Inti Gas     | Perú | 2013 |
| Sport Loreto | Perú | 2015 |

- Datos: Q20760492